# Živé modely
Živé modely, které jsou ve filmové historii někdy uváděny jako Živé obrazy, byl český němý film natočený v roce 1912 jako první produkt filmové společnosti Maxe Urbana a Anduly Sedláčkové ASUM.
Max Urban ke svému premiérovému pokusu s filmem využil vlastního ateliéru v pasáži na Václavském náměstí v Praze. Zachovalo se 67 metrů tohoto filmového pokusu, v němž Max Urban byl režisérem i kameramanem. Šlo vlastně o sekvenci pohyblivých obrázků, které byly alegoriemi na výtvarně často zpracovávaná témata: Probuzení, Vinobraní, Vítězství, Rozsévačka, Podzim, Píseň a Valčík.
Film zřejmě byl na rozhraní mezi dokumentem a uměleckým žánrem, jeho zařazení mezi hrané filmy je sporné. Datum premiéry není známo, neexistují ani žádné dobové zprávy o tomto filmu.